# Блок 65
Блок 65 је један од блокова Новог Београда. Оивичен је железничком пругом и улицама Тошин Бунар, Омладинских бригада и Ђорђа Станојевића.
До блока се градским превозом може стићи аутобусима 45, 65, 67, 68, 70, 71, 72, 73, 76, 85, 94, 601, 607, 610, 613, 708 и Еко 1.
У блоку се налази пословни парк Ерпорт сити Београд (Airport City Belgrade). Овај пословни парк чија је изградња почела 2005. године је добио име по Аеродрому Београд који се налазио на овој локацији до 1962. године. Аеродром Београд на локацији у данашњем Блоку 65 је отворен 1927. године на ливади која се звала Дојно поље. Хангаре је пројектовао српски научник Милутин Миланковић по коме је назван оближњи Булевар (са друге стране железничке пруге). Стари хангар који постоји и данас је један од најранијих примера армиранобетонских конструкција великог распона у Србији и представља објекат заштићен законом. Аеродром је располагао са четири травнате полетно-слетне стазе. На њему је 1931. године изграђена пристанишна зграда. Овде се налази West 65. Између аеродрома и села Бежаније је 1930-тих настало насеље, називано Ново Насеље, где су куће углавном градили запослени на аеродрому.
Блок 65 помиње се у песми Рибље чорбе из 1982. године, Нећу да живим у Блоку 65 , на албуму "Бувља пијаца".